# Сортымпим
Сортымпим (устар. Сортым-Пим) — река в России, протекает по территории Сургутского района Ханты-Мансийского автономного округа. Длина реки — 108 км, площадь водосборного бассейна — 543 км².
Вытекает из озера Маллор (Кев-Лор), лежащего на высоте 136 метров над уровнем моря, по другим данным — из озера Казым-Тай-Лор. От истока течёт в общем южном направлении, сначала через хвойный лес (сосново-кедровый), затем через болота мимо групп озёр Вую-Яга-То, Карат-Вы-То, Пуну-То и Калев-То между Пимом и Ай-Пимом. Устье реки находится в 274 км по правому берегу реки Пим у избы Неперова. Ширина реки у озёр Пунато — 17 метров, глубина — 2 метра, дно песчаное.
Название реки происходит из хантыйского языка и имеет значение 'ловля щуки вручную'.
Населённых пунктов на реке нет, в устье Хоръёхана стоит чум. В 12 километрах к северу от устья реки располагается святилище Сортым-Пим-Кот-Мых. В приустьевой части в ходе археологических исследований выявлено селище Усть-Сортымпим 1.
Основные притоки — Ай-Катаёхан (лв), Хоръёхан (лв), Варынгъёхан (лв), Варнгаёхан (лв).
В бассейне реки расположено Хорлорское нефтегазовое месторождение.

## Данные водного реестра
По данным государственного водного реестра России относится к Верхнеобскому бассейновому округу, водохозяйственный участок реки — Обь от города Нефтеюганск до впадения реки Иртыш, речной подбассейн реки — Обь ниже Ваха до впадения Иртыша. Речной бассейн реки — (Верхняя) Обь до впадения Иртыша.
Код водного объекта — 13011100212115200045662.